# Kannushi
Kannushi (jap. 神主 kannushi; lub 神職 shinshoku) – kapłan shintō, strażnik chramu shintō. Niegdyś termin ten odnosił się do głównego kapłana lub kogoś, kto został - według ścisłych reguł - wyznaczony do posługi w pośrednictwie z bogami, bóstwami (kami).    

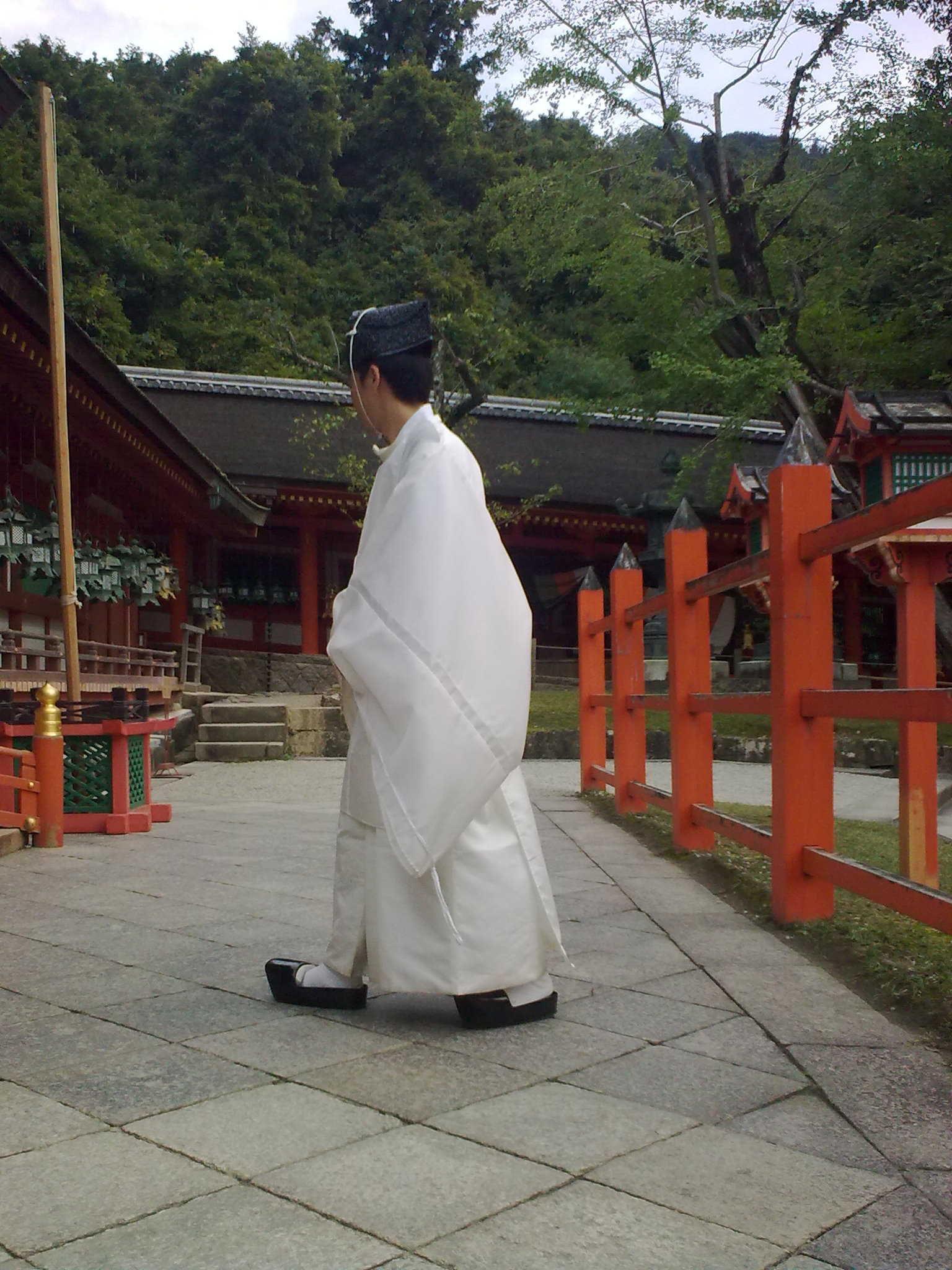
Kannushi

Zadaniem kannushi jest opiekowanie się chramem oraz celebrowanie rytuałów i świąt religijnych, w tym m.in.: obrzędu odganiania złych duchów od nowo narodzonych dzieci przynoszonych przez rodziców do chramu (pod którego są opieką) w czasie ich wizyty (miya-mairi), ślubów, rytualnego oczyszczania miejsca, na którym ma być zbudowany dom, uczestniczenia w otwieraniu nowych firm itd.
Strój kapłana składa się m.in. z dwóch rodzajów nakrycia głowy: eboshi i kanmuri. Pierwsze jest mniej formalne, drugie - używane w czasie oficjalnych ceremonii. 
Kannushi noszą m.in. białe szaty ikan, wzorowane na dawnym stroju dworskim, oraz asagutsu - czarne chodaki wykonane z drewna paulowni, pokryte laką. Przy formalnych okazjach na ikan narzucana jest wierzchnia szata hō. W dawnych wiekach miała ona kolor purpurowy, czerwony, zielony, jasny niebieski lub żółty. Wyrażały one rangę dworską noszącego. Dziś są to jedynie: czerń, czerwień i jasny błękit.
W czasie ceremonii strój kapłana uzupełnia i dodaje godności akcesorium, zwane shaku. Jest to wąska, drewniana deseczka o długości ok. 30 cm, trzymana przed sobą w obu rękach. Przedmiot ten pochodzi z Chin i był używany niegdyś przez arystokrację. Służył on jako "ściągawka" z podpowiedziami, zapisanymi od strony trzymającego, ułatwiającymi przestrzeganie skomplikowanych ceremoniałów.